# Laura Sauvage
Laura Sauvage est le projet solo de l'auteure-compositrice-interprète Vivianne Roy, membre du groupe de musique acadien Les Hay Babies,.

## Biographie
Tout en demeurant membre des Hay Babies, Vivianne Roy se lance en 2015 dans un projet solo parallèle sous le pseudonyme Laura Sauvage et fait paraître un premier EP de cinq chansons intitulé Americana en octobre de la même année, réalisé par Dany Placard, pour le label Simone Records.
Par la suite, elle enregistre un premier album complet, en collaboration avec Dany Placard,, tout en se produisant sur scène, notamment en première partie d'artistes tel que Julie Doiron, The Barr Brothers et Patrick Watson. L'album Extraordinormal paraît le 25 mars 2016 et reçoit un accueil favorable,.
En septembre 2017, elle fait paraître un deuxième album, "The Beautiful", chez Simone Records.
Elle prend la parole en 2022, dénonçant la plateforme Spotify et encourageant les artistes en Acadie de la quitter.